# Trance
Trance (pronunțat: /trăns/) este un stil al muzicii electronice, având la bază stilul Techno, apărut în vestul Europei la începutul anilor 1990, caracterizat printr-o linie melodică densă și intens stratificată.
Trance este un stil muzical relativ recent. Rădăcinile sale ca stil al genului electronic se găsesc în cadrul muzicii Techno, când la începutul anilor 1990 în cluburile din vestul Europei își făcea apariția un nou stil muzical, stilul trance.
Trance-ul ca stil muzical s-a potențiat pe teritoriul Europei, dar a pătruns într-o mai mică măsură și pe teritoriul Americii de Nord. În Europa de-a lungul timpului, Germania a fost și este centrul Trance.
Acest gen muzical se ramnifică în mai multe subgenuri, dintre care: Progressive, Uplifting, Balearic, Psytrance, fiecare diferit față de celălalt datorită liniilor melodice, a structurii și a vocilor mixate. Cel mai răspândit subgen fiind Progressive Trance.
Unii dintre artiștii internaționali care produc muzică Trance ar fi Armin van Buuren, Aly & Fila și Gareth Emery, iar din România sunt DJ Project, SkiDropzAnhken, Snatt & Vix, Mr.Pit.

## Caracteristici
Muzica Trance este in general melodică cu un BPM între 125 si 150. Piesele Trance sunt lungi (între 6 - 10) minute, începând cu beat-uri simple și terminându-se cu un melodic bine structurat.